# Glândula acinotarsal

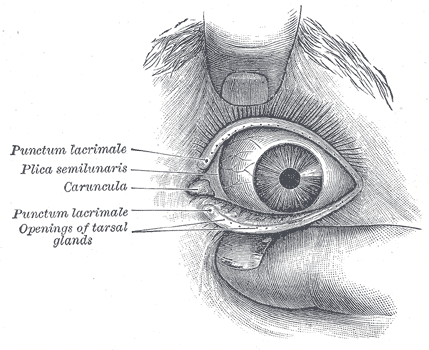

A Glândula acinotarsal (também chamada de glândula de Ciaccio, ou de Meibom, ou ainda meibomiana) se refere a cada um dos folículos sebáceos entre o tarso palpebral e a conjuntiva das celhas.
As glândulas meibomianas são estruturas sebáceas, densamente inervadas. Estas glândulas sintetizam e produzem ativamente lípidos e proteínas para as margens das pálpebras superior e inferior, anteriormente à junção mucocutânea. É através da secreção de gorduras realizadas pelas glândulas meibomianas, que a lágrima não evapora tão rapidamente na superfície do olho.

## Anatomia
A anatomia e os mecanismos secretores da glândula meibomiana assemelham-se aos das glândulas sebáceas, sendo as principais diferenças a ausência de folículos pilosos na glândula meibomiana, têm um tamanho maior em comparação com glândulas sebáceas faciais, e um maior número de ácinos conectados a um ducto central. 
Cada glândula meibomiana consiste em vários ácinos secretores que contêm meibócitos, dúctulos laterais, um ducto central e um ducto excretor terminal que se abre na margem posterior da pálpebra. 
O número e o volume das glândulas meibomianas é maior na pálpebra superior, em comparação com a inferior (cerca de 20 a 40 glândulas na pálpebra superior e 20 a 30 na pálpebra inferior), mas falta ainda determinar a contribuição funcional relativa das glândulas das pálpebras superior e inferior para o filme lacrimal. 

## Função
A função das glândulas meibomianas é regulada por androgénios, estrogénios, progesterona, ácido retinóico e fatores de crescimento, e provavelmente por neurotransmissores. 
As glândulas meibomianas são responsáveis pela produção e secreção de uma substância oleosa, o meibum, que impede a evaporação do filme lacrimal. A secreção faz parte de um mecanismo de defesa que protege a superfície ocular de fatores ambientais perigosos e da dessecação, nutrindo-a e hidratando-a. 

### Lípidos
As glândulas produzem lípidos polares e apolares através de um processo complexo e não completamente compreendido. Os lipídios meibomianos que foram identificados no meibum são muito diversos e únicos na natureza. A composição lipídica do meibum é diferente de praticamente qualquer outro pool lipídico encontrado no corpo humano.
Os lipídios produzidos pelas glândulas meibomianas são o principal componente da camada lipídica superficial do filme lacrimal que o protege contra a evaporação da fase aquosa e acredita-se que também estabilizam o filme lacrimal diminuindo a tensão superficial. Assim, os lipídios meibomianos são essenciais para a manutenção da saúde e integridade da superfície ocular. 

### Filme lacrimal
O filme lacrimal tem três camadas distintas, sendo a mais externa uma camada de lipídios, tendo a função de cobrir a camada aquosa, criando uma barreira que impede que as lágrimas caiam descontroladamente pelo rosto, também servindo para atrasar a evaporação no olho. Entre as camadas externa e interna, encontra-se a camada aquosa, formada por água, sais minerais e complexos imunológicos que promovem o controle de agentes infecciosos invasores, a camada serve para proporcionar a oxigenação do epitélio corneal, além de criar uma superfície lisa e regular para a visão. A camada mais interna, que fica em contato direto com a superfície corneal, é formada por glicoproteínas segregadas pelas glândulas caliciformes, que permite que a solução aquosa se espalhe por toda a córnea, permitindo uma distribuição uniforme da película lacrimal.  
Entre o piscar de olhos, o filme lacrimal normal preserva-se até 10 a 20 segundos, depois disso começa a desintegrar-se devido ao colapso da subcamada lipídica, acompanhado pela evaporação da subcamada aquosa. 

### Meibum
A libertação do meibum para a pálpebra ocorre com a contração muscular durante o movimento da pálpebra. 
O meibum é muito diferente do sebo, que é a secreção mais próxima que é produzida pelas glândulas sebáceas anatomicamente, fisiologicamente e quimicamente relacionadas. O meibum é composto principalmente por lipídios neutros, como ésteres de cera (WE), ésteres de colesterol (CE), colesterol livre (Chl) e triacilgliceróis (TAG), e menores quantidades de compostos mais polares, como ácidos gordos livres (FFA) , fosfolipídios (PL), esfingomielinas (SM), ceramidas (Cer), entre outros.

## História
De acordo com Duke-Elder e Wyler, as glândulas de meibomianas foram mencionados pela primeira vez por Galeno em 200 d.C. mais tarde, em 1666, foram descritos com mais detalhes pelo médico e anatomista alemão Heinrich Meibom, que lhes dá o nome. Durante sua vida, Meibom escreveu vários relatórios médicos que explicavam, entre outras coisas, a função da glândula. 

## Doenças da glândula meibomiana
Quando há alguma alteração nas glândulas meibomianas, podem acontecer mudanças na quantidade ou na qualidade do meibum. Como resultado, o filme lacrimal fica prejudicado. E isso pode levar ao desenvolvimento da Meibomite e de outras doenças oculares, como olhos secos e a blefarite. 
As consequências da insuficiência de lípidos podem ser o aumento da evaporação, hiperosmolaridade e instabilidade do filme lacrimal, aumento do crescimento bacteriano na margem da pálpebra, olho seco evaporativo e inflamação e lesão da superfície ocular. De um modo geral, a DGM (disfunção da glândula meibomiana) é uma condição extremamente importante, frequentemente subestimada, e provavelmente a causa mais frequente da doença do olho seco. 
As glândulas meibomianas secas, que são responsáveis pelos olhos secos, são bastante comuns. Nos pacientes com olho seco, a integridade do filme lacrimal é gravemente comprometida, o que resulta na dessecação da superfície ocular, na sua irritação e inflamação. O aumento da instabilidade do filme lacrimal em pacientes com olho seco tem sido associado a deficiências na produção de meibum e/ou alterações nos lipídos e proteínas, embora a razão destas mudanças ainda não tenha sido establecida. Quando detectados precocemente, os olhos secos podem ter tratamento. No entanto, a maioria das pessoas não procura ajuda para os olhos secos até que os olhos fiquem gravemente irritados. 
A meibomite é a inflamação das glândulas de Meibômio ou glândulas meibomianas, localizadas nas pálpebras superiores e inferiores dos olhos, responsáveis por produzir o meibum. Tanto a meibomite quanto a blefarite são inflamações que ocorrem nas glândulas meibomianas, porém a causa do surgimento da inflamação é diferente. Na meibomite, ocorre uma desregulação na produção de óleo pelas glândulas meibomianas. Já a blefarite ocorre por uma obstrução das glândulas ,dificultando a saída do óleo, que fica acumulado na pálpebra, resultando nos sintomas como constante lacrimejar dos olhos ou presença de pequenas “caspas” na base das pestanas. 
A idade desempenha um papel importante na meibomite. Isto porque a quantidade de glândulas meibomianas é reduzida ao longo dos anos. Para além disso, há fatores como:
- Usar lentes de contacto [3]
- Ter colesterol e triglicerídeos altos [3]
- Conjuntivite e outras doenças oculares [3]
- Córnea ou pálpebra inflamada ou danificada [3]
- Infecção bacteriana [3]
- Doenças autoimunes [3]
- Menopausa [3]
- Fazer uso de retinoides, medicamentos para acne e cremes antienvelhecimento [3]

### Tratamentos
Algumas opções de tratamento para a disfunção de glândulas meibomianas serão: a drenagem da glândula meibomiana, o sistema de pulsação térmica, o tratamento de calor e compressão, luz intensa pulsada e o uso único de adesivos de aquecimento. 

#### Drenagem da glândula meibomiana
Neste tratamento, um colírio anestésico é aplicado no olho e é usada a ponta de um instrumento portátil para perfurar e dilatar as aberturas das glândulas meibomianas. Este procedimento é bastante eficaz, mas é desconfortável. 

#### Sistema de pulsação térmica
É um dispositivo médico de consultório que aplica calor suficiente às pálpebras para derreter os depósitos de cera nas glândulas meibomianas. Ao mesmo tempo, aplica pressão pulsada à pálpebra para abrir e expressar completamente o conteúdo das glândulas. 

#### Tratamento de calor e compressão
Os sistemas usam uma fonte de calor, para aquecer as superfícies interna e externas das pálpebras e derreter as secreções cerosas presas dentro das glândulas meibomianas. 

#### Luz intensa pulsada
A luz intensa pulsada é uma energia luminosa que se transforma em calor (energia térmica). O calor vai permitir a coagulação e cauterização. Com isso, há redução dos fatores inflamatórios. Outro efeito crucial da energia térmica é a redução das bactérias envolvidas na blefarite e na meibomite. 
Por último, o efeito térmico da luz intensa pulsada ajuda a desentupir as glândulas meibomianas, pois acaba por amolecer a secreção acumulada. 

#### Uso único de adesivos de aquecimento
Os adesivos são aplicados nas pálpebras externas e conectados por um cabo a uma pequena unidade de aquecimento portátil reutilizável. Após o período de aquecimento de 12 minutos, o oftalmologista usa para apertar as pálpebras para abrir e drenar as glândulas meibomianas obstruídas. 